# Средња школа Барајево
Средња школа Барајево налази се у Београду, у градској општини Барајево.

## Историја
Средња школа у Барајеву је почела са радом 1. септембра 1978. године. Школа се тада звала „Мешовити образовни центар средњег усмјереног образовања”. Пратећи све друштвене промене у земљи, школа је мијењала не само називе, него и врсту занимања за која су се дјеца школовала у њој.

## Опис школе
Ова школа може примити 900 ученика који су распоређени у 30 одјељења. Школа располаже са 2 кабинета та информатику, радионицом за праксу, салонима за обуку фризера, фискултурном салом, спортским теренима и са библиотеком која има преко 10000 наслова. Школа има 5 подручја радова: машинство и обрада метала, пољопривреда, производња и прерада хране, трговина, угоститељство и туризам и економија право и трговина.